# Sânziene

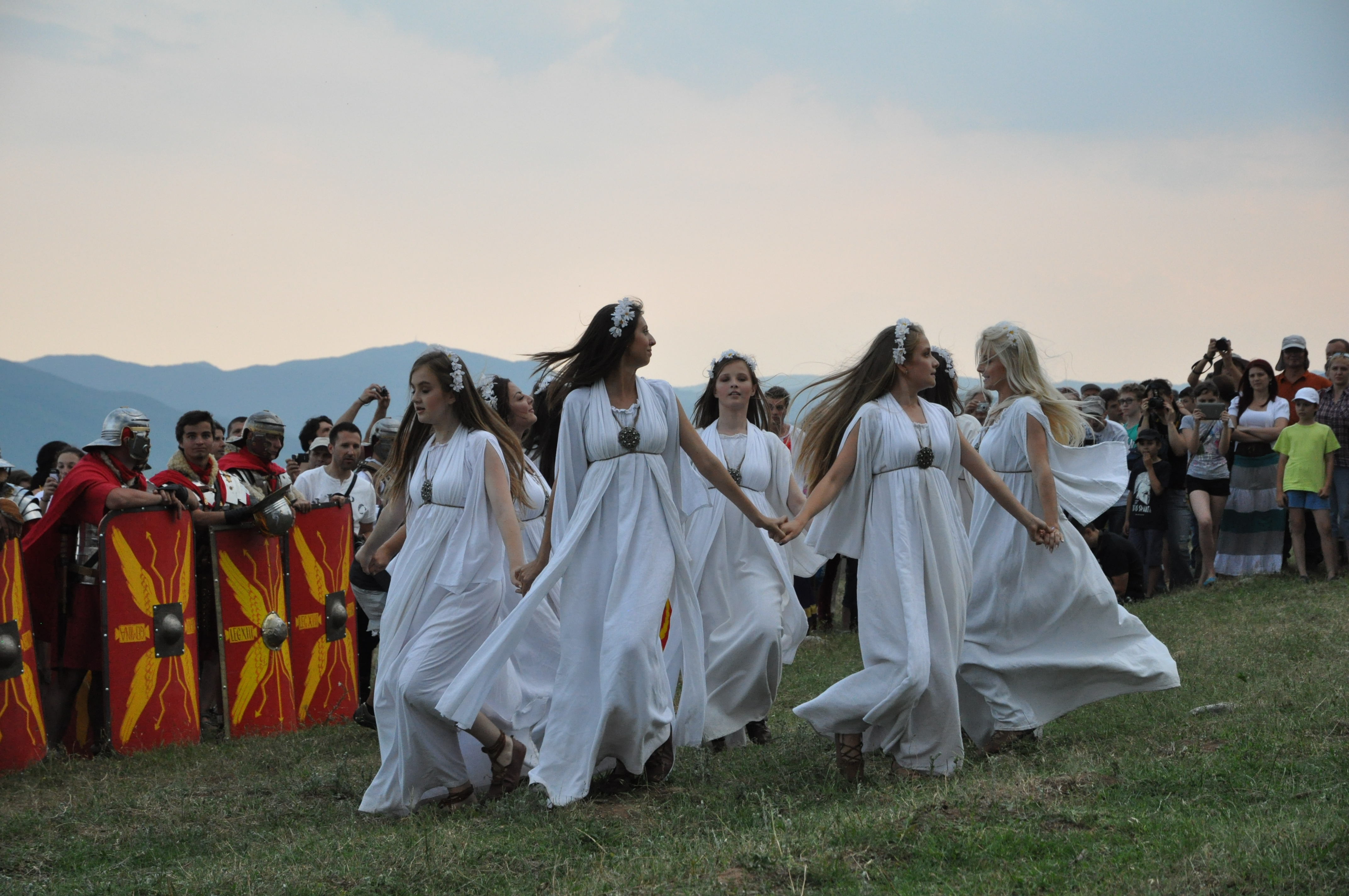
Sânzienefirande i Cricău, Alba 2013

Sânziene är älvliknande varelser i rumänsk folktro. Singularformen är sânziană. Det är även ett namn på blommorna gulmåra och korsmåra, samt på rumänernas motsvarighet till midsommar som firas till varelsernas ära. Ordet sânziană är troligtvis härlett från latinets Sancta Diana, den romerska jakt- och mångudinnan, som även var beskyddarinna för jungfrur. Det traditionella firandet innefattar att unga kvinnor klär sig i vita klänningar och flätar blomsterkransar som de bär i håret. På kvällen tänds ett midsommarbål. Liksom i den övriga kristna världen är Rumänsk-ortodoxa kyrkans officiella ståndpunkt att högtiden är ett firande av Johannes Döparens födelsedag den 24 juni.
Högtiden spelar en central roll i Mircea Eliades roman Noaptea de Sânziene från 1955.